# Zwoleńka
Zwoleńka, Zwolenka (dawniej również Lucymia, Stawka, a w dolnym biegu Sycynka) – niewielka rzeka w województwie mazowieckim, lewy dopływ Wisły, o długości ok. 37 km i powierzchni zlewni ok. 230 km².
Zgodnie typologią wód powierzchniowych to potok nizinny piaszczysty (typ 17) tworzący jednolitą część wód powierzchniowych Zwoleńka (PLRW20001723729)
Wypływa w Puszczy Kozienickiej między wsiami Koszary i Męciszów. Dalej płynie w kierunku południowo-wschodnim. Następnie przepływa po granicy wsi Niwki i Jedlanka z Puszczą Kozienicką, następnie wzdłuż granicy wsi Jedlanka i Strykowice Górne. Przepływa przez wieś Karczówka. Następnie płynie przez Zwoleń.
W Zwoleniu przepływa pod drogą krajową nr 79 (ul. dr L.Perzyny). Za mostem na ulicy Perzyny na rzece zalew z zaporą. Dalej płynie przez tereny leśne i podmokłe, później za stadionem i kortami. Zaraz za kortami przepływa pod ulicą Chopina i pod ulicą Słowackiego. Za mostem na Słowackiego płynie wzdłuż kirkutu, a dalej pod drogą krajową nr 12 (al. Jana Pawła II). Dalej płynie wzdłuż ul. Wiślanej, a następnie Podłęcznej. Po granicy miasta Zwoleń płynie przez wieś Zielonka Nowa. Następnie przez wsie Zielonka Stara, Barycz Stara, Wysocin, Siekierka Stara, po granicy wsi Andrzejów i Kijanka oraz wsi Gniazdków i Lucimia, gdzie wpada do Wisły. Od granicy między wsiami Siekierka Stara i Wysocin do ujścia stanowi naturalną granicę (z przerwami) między powiatem zwoleńskim a powiatem lipskim.